# سفارة زيمبابوي في السويد
سفارة زيمبابوي في السويد هي أرفع تمثيل دبلوماسي لدولة زيمبابوي لدى السويد. تقع السفارة في ستوكهولم وهي تهدف لتعزيز المصالح الزيمبابوية في السويد.

## وصلات خارجية
- قائمة سفارات زيمبابوي
- قائمة السفارات في السويد